# Loving You Still
"Loving You Still" är en R&B-ballad framförd av den kanadensiska sångerskan Tamia, komponerad av Daryl Simmons till hennes debutalbum Tamia (1998). 
I låten sjunger framföraren att hennes partner har lämnat henne och att hon inte kommer att kunna älska någon igen. "Loving You Still" gavs ut som skivans femte och sista singel den 2 februari 1999. Borträknat de två tidigare promosinglarna, "Falling for You" och "Careless Whisper" blev låten skivans tredje singel. Balladen gavs ut utan någon medföljande musikvideo och hade få radiospelningar på amerikansk radio. Följaktligen presterade singeln mediokert på singellistorna. "Loving You Still" debuterade på en 86:e plats på USA:s R&B-lista Billboard Hot R&B/Hip-Hop Songs den 20 februari 1999. Två veckor senare tog sig låten till sin topp-position på listan; en 78:e plats, vilket blev Tamias lägst-listpresterande musiksingel på den topplistan dittills i karriären. Singeln hade större framgång på Billboards Hot R&B Singles Sale där den klättrade till en 42:a plats samtidigt som sångerskans singel "So Into You" också uppehöll sig på listan.

## Format och innehållsförteckningar
- Amerikansk CD-singel

1. "Loving You Still" (Radio Edit) - 5:11
2. "Loving You Still" (Instrumental) - 5:11

- Amerikansk Maxi-singel

1. "Loving You Still" (Radio Edit) - 5:11
2. "Loving You Still" (Instrumental) - 5:11
3. "Loving You Still" (Album Version) - 5:11
4. "Is That You?" (Album Track) - 3:22

## Listor
| Listor (1998)                               | Topp position |
| ------------------------------------------- | ------------- |
| Amerikanska Billboard Hot R&B/Hip-Hop Songs | 78            |
| Amerikanska Billboard Hot R&B Singles Sale  | 42            |

### Fotnoter
1. ↑  ”Amazon.com:Loving You Still - Tamia”. amazon.com. http://www.amazon.com/Loving-You-Still-Tamia/dp/B00000I181. Läst 4 december 2010.
2. 1 2 3  ”Loving You Still - Tamia”. billboard.com. http://www.billboard.com/#/song/tamia/loving-you-still/1182669. Läst 4 december 2010.
3. 1 2  ”Hot R&B Singles Sale (13.03.99)”. Billboard Magazine. http://books.google.se/books?id=6A0EAAAAMBAJ&pg=PA36&dq=%22tamia%22+%2B+%22loving+you+still%22&hl=sv&ei=hOmaTcK7KYztsgal65C8Bg&sa=X&oi=book_result&ct=result&resnum=6&ved=0CEEQ6AEwBQ#v=onepage&q=%22tamia%22%20%2B%20%22loving%20you%20still%22&f=false. Läst 4 december 2010.